# Ferdinand Roybet

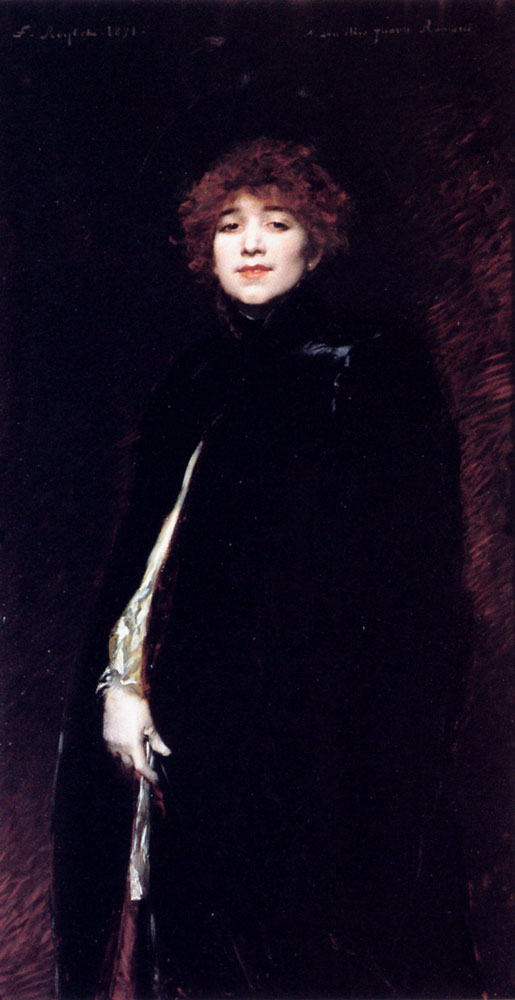
Portret Juany Romani, 1891

Ferdinand Roybet (ur. 12 kwietnia 1840 w Uzès, zm. 10 kwietnia 1920 w Paryżu) – francuski malarz i grawer.

## Życiorys
Studiował w  Ecole des Beaux-Arts w Lyonie, następnie w Paryżu pod kierunkiem  Jeana Viberta (1840–1902). Początkowo kopiował dzieła wielkich mistrzów flamandzkich i włoskich. Debiutował w paryskim Salonie w 1865 płótnami Une musicienne i Intérieur de cuisine. Dość wcześnie zdobył znaczną popularność, jego prace kupowała m.in. księżna Matylda Letycja Bonaparte i amerykański multimilioner Cornelius Vanderbilt. Po wojnie francusko-pruskiej artysta odbył kilka podróży m.in. do Belgii i Algierii, które wpłynęły na jego zainteresowania artystyczne. W 1893 otrzymał Legię Honorową, a następnym roku medal na Expositions Universelles d'Anvers za pracę Charles le Tèmèraire à Nesles.
Roybet malował posługując się techniką olejną obrazy utrzymane w konwencji realistycznej. Był uznanym portrecistą, pozowało mu wiele znanych postaci Francji XIX w. np. hrabia Robert de Montesquiou, polityk Raymond Poincaré i generał Joseph Gallieni. Artysta tworzył też sceny rodzajowe oparte na motywach historycznych i orientalnych. Szczególną popularnością cieszyły się jego przedstawienia muszkieterów i trubadurów. Pod koniec życia zainteresował się malarstwem religijnym, jednak bez powodzenia. Serię 22 obrazów przedstawiających Pasję wystawiono dopiero po jego śmierci w 1921.
Roybet był nauczycielem włoskiej malarki Juany Romani (1869–1924).

## Wybrane prace
- L'essayage de la parure, (1872)
- Le Duc Charles le téméraire entrant à cheval dans l'église de Nesles, (1893)
- La Main chaude, (1894)
- La Sarabande, (1895)
- L'Œuvre, (1896)
- Le Porte-Étendard, (1897)
- Philippe Cluvier, (1897)
- L'Astronome, (1898)
- Les Savants, (1901)
- Le Vainqueur de Lépante, (1902).